# Vancouver (Schiff, 1919)
Die Vancouver, auch HMCS Vancouver (Kennung: D86), war ein Zerstörer der Thornycroft S-Klasse der kanadischen Marine, der von 1928 bis 1936 in Dienst stand. Vorher stand das Boot von 1919 bis 1928 als Toreador im Dienst der britischen Marine.

## Geschichte derVancouver
Der Bauauftrag für die Toreador wurde Juni 1917 an die Werft von John I. Thornycroft & Company in Woolston nahe Southampton vergeben. Für die Bauwerft war Toreador Teil des 2. Auftrags für drei weitere Zerstörer der S-Klasse. Die beiden ersten Aufträge wurden ab Mai 1917, die drei folgenden ab November 1917 gebaut. Abgeliefert wurden die fünf Zerstörer zwischen August 1918 und Dezember 1919. Die Bauwerft, die ab 1873 Torpedoboote baute, war auf Zerstörer spezialisiert. Die Werft durfte auch im Krieg weiterhin Zerstörer abweichend von den Plänen der Admiralität bauen. Von den Kriegsbaureihen (M-, R-, S-, V- und W-Klasse) baute die Werft leicht abweichende Versionen.

Die zwischen August 1918 und Dezember 1919 fertiggestellten Thornycroft-S-Zerstörer verdrängten 1087 tons und waren geringfügig größer als die Schiffe des Admiralitäts-Entwufs. Sie hatten eine Länge von 275 ft 9 in über alles (266 ft 9 in p.p.), waren 27 ft 4 in breit und hatten einen Normal-Tiefgang von 9 ft. Der Treibstoffvorrat konnte bis zu 350 ts betragen. Bei der Maschinenanlage, drei Yarrow-Kesseln mit Ölfeuerung und von Brown-Curtis-Getriebeturbinen, und der Waffenausstattung gab es keine Abweichungen. Die Thornycroft-Boote Tobago und Speedy übertrafen bei ihren Testfahrten 38 kn.

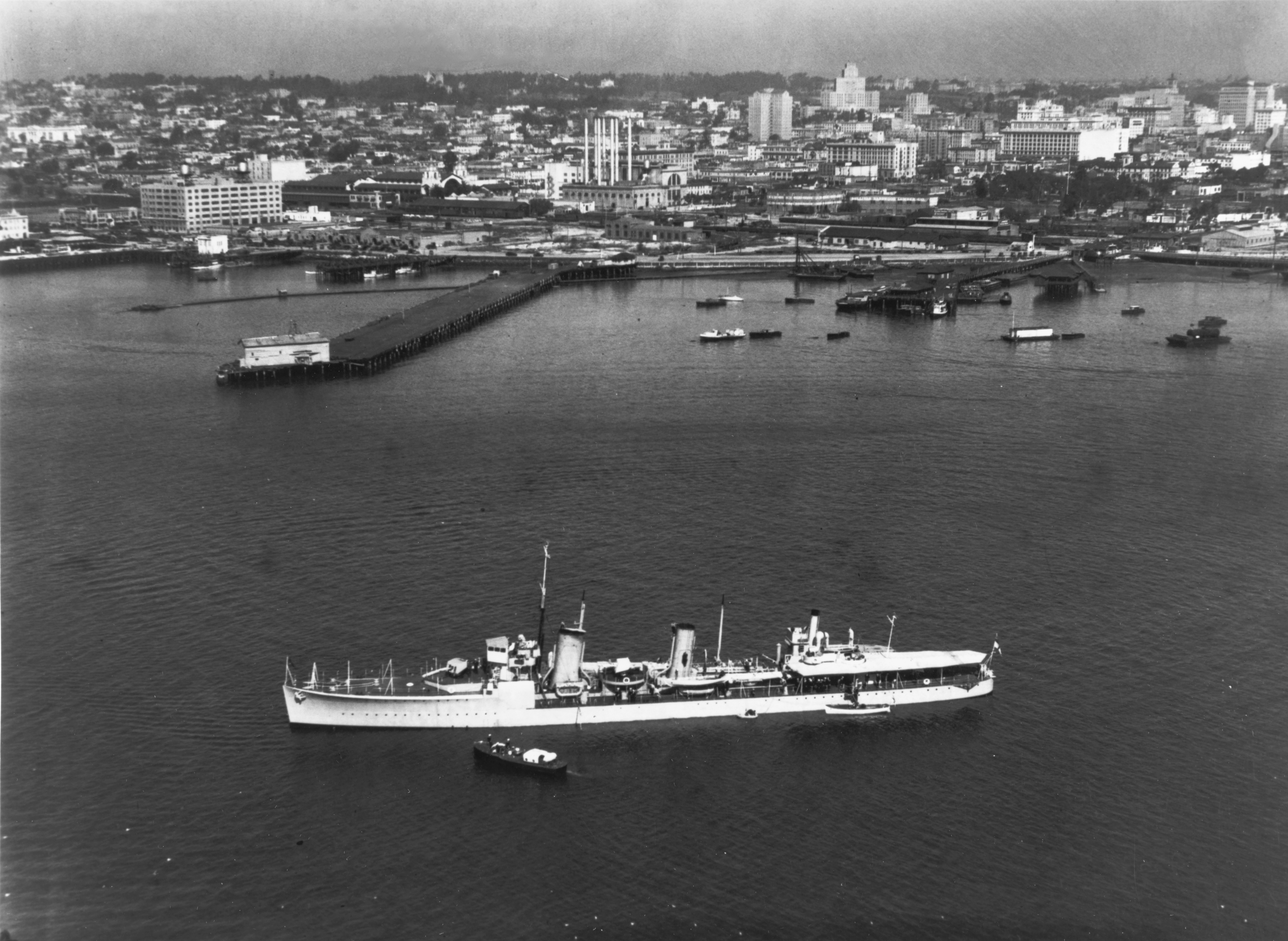
Vancouver 1929 vor San Diego

Das Geschütz auf dem Vorschiff hatte bei den Thornycroft Specials allerdings einen leicht erhöhten Stand, auch waren die Schornsteine etwas höher und die Zerstörer kamen etwas höher aus dem Wasser als die Zerstörer nach dem Admiralitäts-Entwurf. Die beiden einzelnen leichten Torpedorohre am Ende des Vorschiffs waren starr und seitwärts montiert und schossen durch eine kleine Öffnung in der Seitenbeplankung. Die Probleme der offenen und etwas drehbaren Anordnung auf den anderen Schiffen wurden so vermieden.

Auf der Werft befanden sich vier Zerstörer der V- und W-Klasse im Bau, die bis zum 18. Juni 1918 abgeliefert wurden, sowie drei Flottillenführer der Shakespeare-Klasse, die zwischen Oktober 1917 und Februar 1919 abgeliefert wurden. Während der Bauzeit der S-Zerstörer erhielt Thornycroft im Frühjahr 1918 noch Aufträge für zwei Zerstörer der modifizierten W-Klasse mit 127-mm-Geschützen und vier weitere Flottillenführer (nur Keppel und Broke wurden tatsächlich fertiggestellt).
Nach der Kiellegung des Neubaus N°969 zusammen mit dem Schwesterschiff Torbay (BauN°968), lief die spätere HMCS Vancouver am 7. Dezember 1918 als HMS Toreador vom Stapel und wurde im April 1919 abgeliefert. Das Schiff wurde nach der Erprobungszeit der Reserve in Portsmouth zugeteilt.
Als 1927 die Zerstörer Patrician und Patriot der Royal Canadian Navy dringend überholt werden mussten, entschied sich die kanadische Regierung für den Neubau von zwei modifizierten Zerstörer (Saguenay und Skeena) für ihre Einsatzgebiete durch Thornycroft und für das Ausleihen zweier ungenutzter Zerstörer der S-Klasse. Toreador und Torbay wurden 1927 für die kanadische Marine hergerichtet und am 1. März 1928 in Portsmouth übernommen. Die Zerstörer sollten erstmals Namen mit einem Bezug zu Kanada erhalten und nach den Entdeckern George Vancouver und Samuel de Champlain benannt werden. Um Verwechselungen zu vermeiden, wurde der Zerstörer HMS Vancouver der V-Klasse in HMS Vimy umgetauft.

### Einsatz bei der RCN
Die beiden von der kanadischen Marine übernommenen Zerstörer liefen gemeinsam über den Atlantik, um sich dann in Westindien zu trennen und ihre Stationierungshäfen anzulaufen. Während die Champlain (ex HMS Torbay) an die kanadische Ostküste nach Halifax ging, lief Vancouver durch den Panamakanal an die Westküste zur dortigen Marinebasis Esquimalt. Dort diente sie als Ausbildungs- und Trainingsschiff für Reservisten der Royal Canadian Navy. Das Schiff besuchte in dieser Funktion etliche Häfen an der Pazifikküste.

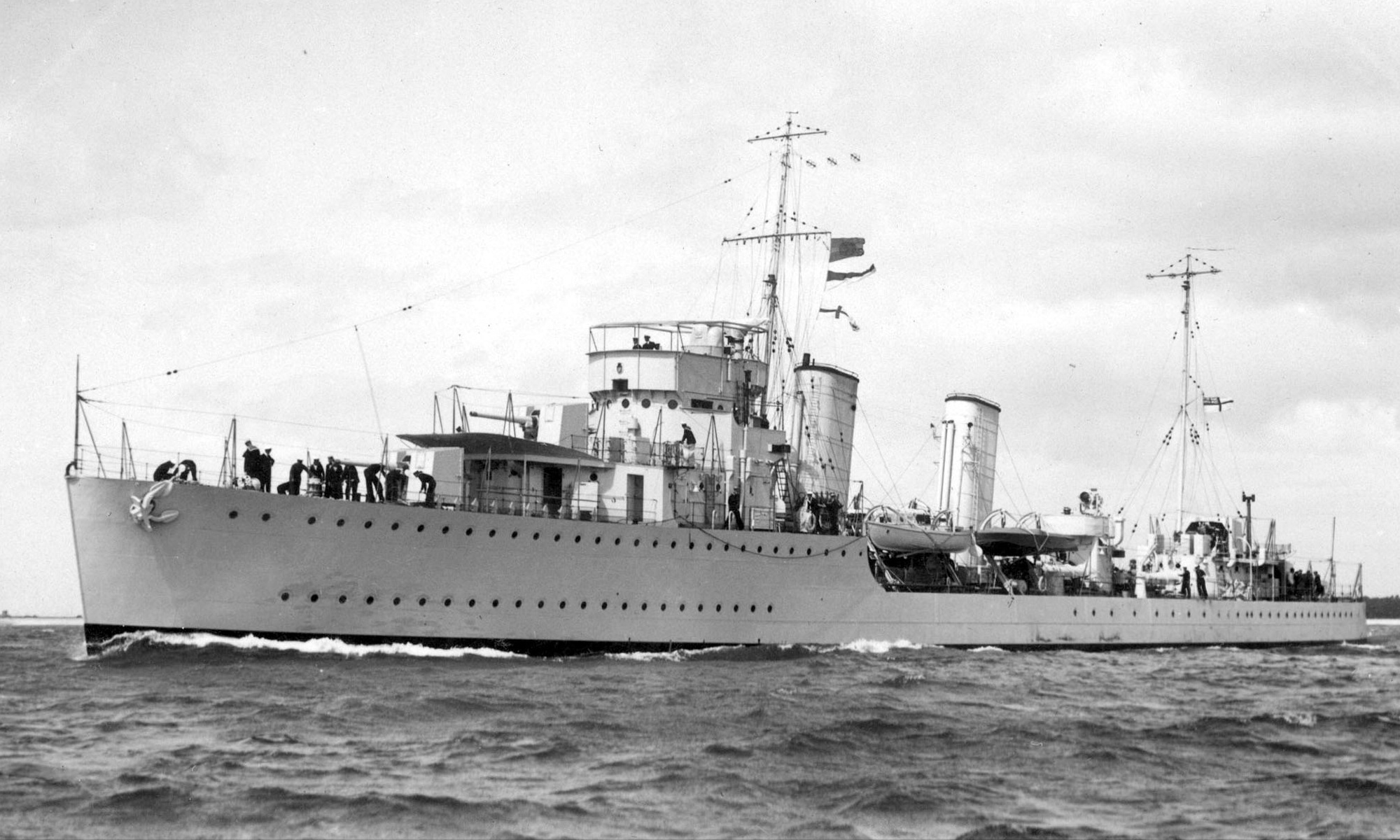
Die Skeena

1931 kam mit dem Neubau Skeena ein weiterer Zerstörer auf die Station an der kanadischen Westküste. 1931 ersuchte das britische Außenministerium Kanada, eines seiner Schiffe nach El Salvador zu entsenden, um britische Staatsbürger und britisches Eigentum nach einem Militärputsch zu schützen, bis ein Schiff der Royal Navy eintreffen könne. Die Royal Canadian Navy entsandte die beiden Zerstörer an der Westküste, die zu Manövern mit der Royal Navy in die Karibik laufen sollten, nach Mittelamerika. Sie hatten bereits Esquimalt am 5. Januar 1932 verlassen und waren am 19. aus Manzanillo mit Kurs zum Panamakanal ausgelaufen. Am 23. Januar 1932 liefen Vancouver und Skeena verschiedene Häfen Salvadors an. Vancouver lief nach Port La Union im Süden Salvadors, wo sie Treibstoff und Versorgungsgüter übernahm. Die telefonische Aufforderung des britischen Geschäftsträgers, einen Landungstrupp anzulanden, wurde nicht befolgt. Das Schiff blieb zwei Tage im Hafen von La Union, um dann zum Haupthafen Salvadors nach Ajacutla im Norden zu marschieren, wo auch die Skeena lag. Im Umland fand inzwischen ein Aufstand statt. Dort wurden auch bewaffnete Matrosen an Land gegeben und eine Gruppe von Offizieren reiste ins Inland, um die Vorgänge dort zu beobachten. Das salvadorianische Militär unterdrückte den Aufstand, was später als La Matanza, die Schlächterei, bekannt wurde. Nachdem am 27. Januar US-amerikanische Schiffe eingetroffen waren, setzten die kanadischen Zerstörer am 31. Januar ihre Fahrt fort. Die angekündigte Ablösung durch den Kreuzer Dragon der America and West Indies Station der Royal Navy kam nicht. Dieser Einsatz soll der einzige gewesen sein, in dem Kanada sollten anlandete. Als die beiden Zerstörer vor dem Panamakanal noch auf die Passage in die Karibik warteten, wurden die beiden Zerstörer zu ihrer Basis Esquimalt zurückgerufen und die gemeinsamen Übungen mit den Schiffen der Ostküste abgesagt.
Ursprünglich waren die Zerstörer an der Westküste an keinen größeren Manövern beteiligt und machten keine langen Fahrten wie die Einheiten an der Ostküste, die regelmäßig im Winter eine Fahrt nach Westindien unternahmen. In den 1930er wurde die Vancouver auch in die Karibik zu Übungen mit den Schwesterschiff Champlain entsandt.
Die Übungsfahrt in die Karibik 1934 führte zur bis dahin längsten Reise eines Schiffes der RCN durch die Vancouver. Der Zerstörer nahm dabei auch an einem einwöchigen Manöver der Britischen Home Fleet mit den drei anderen kanadischen Zerstörern teil.

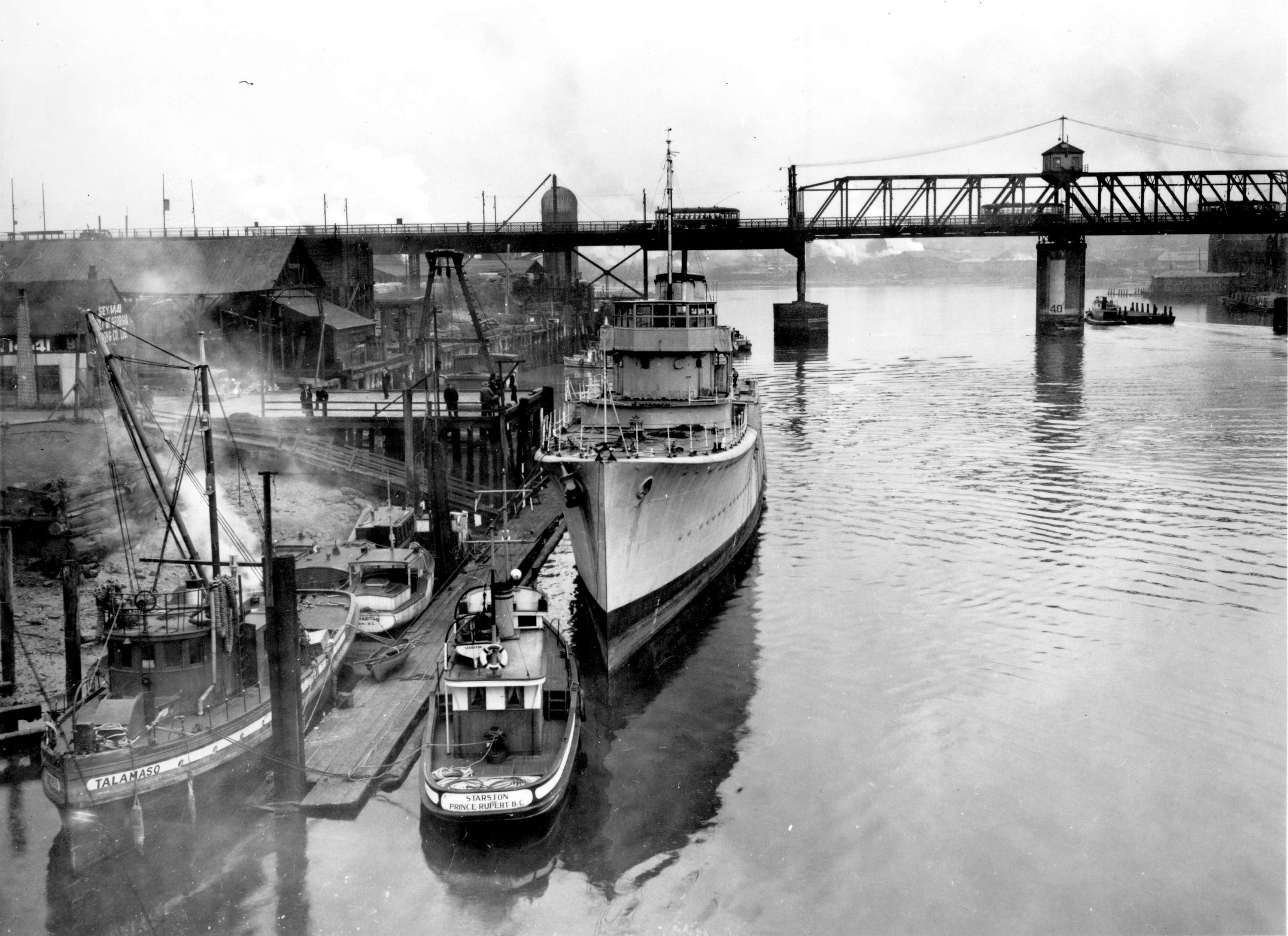
Der Abbruch des Schiffes in Vancouver

### Ende derVancouver
In den Nachkriegsjahren war es üblich, einen aktiven Zerstörer alle sechs bis acht Jahre gründlich und umfassend zu überholen (sog. D2-refit).
Die 1918 fertiggestellte Vancouver hatte so eine Überholung nie erhalten. Als Marineingenieure 1934 sie und ihr Schwesterschiff Champlain umfassend untersuchten, wurden erhebliche Mängel festgestellt und die Untersuchung ergab, dass die Überholung der beiden Zerstörer 165.000 US-Dollar kosten würde. Da nach dem Leihvertrag mit der britischen Regierung die Schiffe in einem guten Zustand zurückzugeben waren, waren allein für eine sichere Querung des Nordatlantiks neben einer normalen Überholung 50.000 US-Dollar zusätzlich aufzuwenden.
Kanada war entschlossen, die S-Klasse-Zerstörer an das Vereinigte Königreich zurückzugeben, da man sie für veraltet hielt. Das Vereinigte Königreich bestand anfangs auf dem Abbruch dort, erklärte sich dann jedoch mit dem Abbruch in Kanada einverstanden, da auch dort Zweifel an einer sicheren Überführung bestanden. Auch stimmte man zu, die demontierten Waffen im Bestand der kanadischen Streitkräfte zu belassen. 

Vancouver und ihr Schwesterschiff wurden am 25. November 1936 außer Dienst gestellt und 1937 abgebrochen. Ersetzt wurden die beiden Zerstörer im Frühjahr 1937 durch die in Fraser bzw. St. Laurent umbenannten britischen Zerstörer Crescent und Cygnet.